# Smart Forfour
Smart ForFour — автомобиль компании Smart. Выпускался с апреля 2004 по июнь 2006. В отличие от других моделей марки, ForFour имеет относительно большие размеры кузова и просторный  четырёх-/пятиместный салон. С 2014 года производство автомобиля на новой технической базе было возобновлено.

## Первое поколение

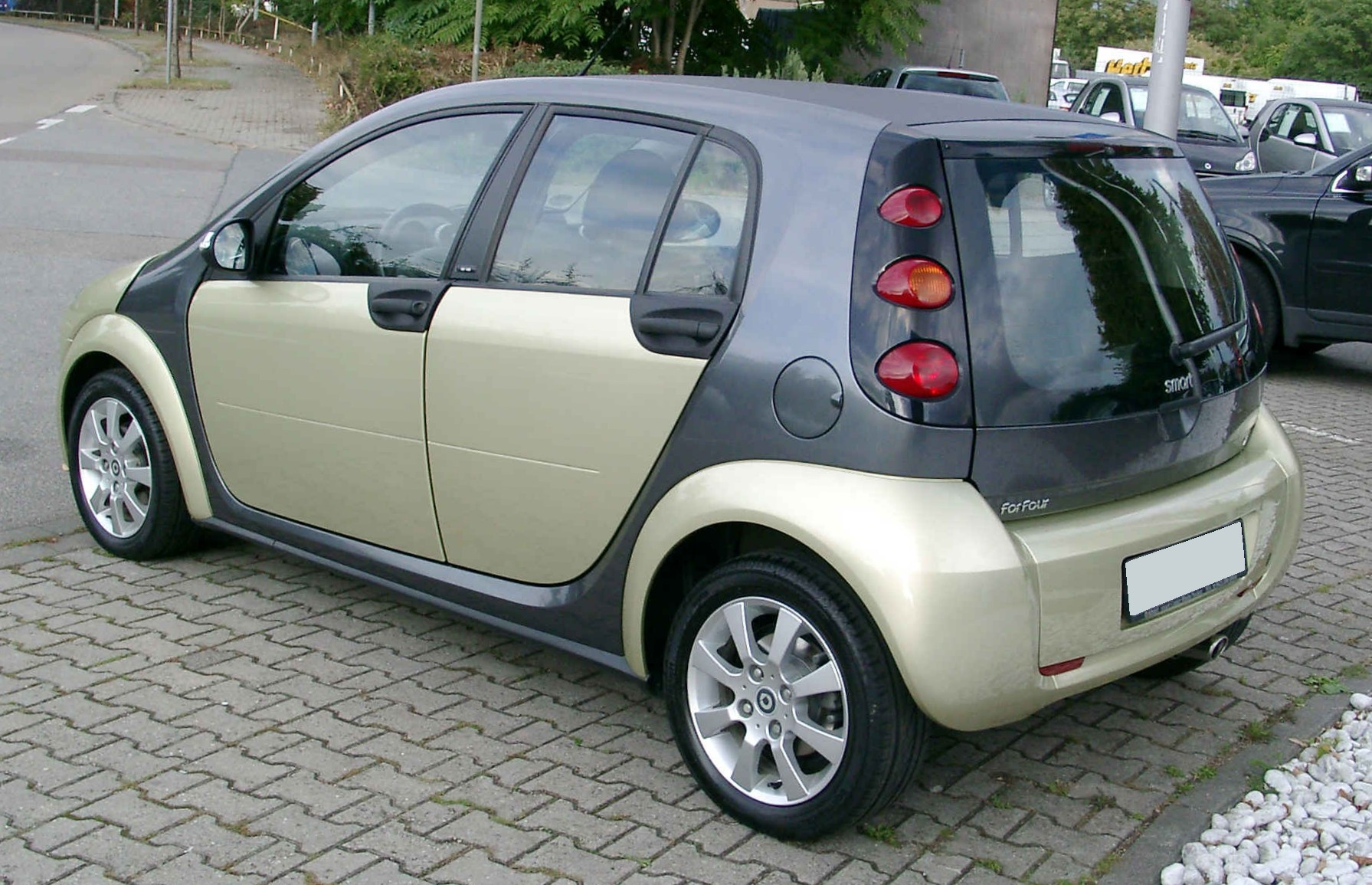
Вид сзади

Автомобиль производился на заводе NedCar в Нидерландах совместно с Mitsubishi Motors. Для снижения производственных издержек ForFour имеет много общих компонентов с Mitsubishi Colt 2003 модельного года.
С 2005 года стала доступна спортивная версия, подготовленная фирмой Brabus. Данная модификация оснащалась двигателем с турбонаддувом, мощностью 177 л.с., что на 27 л.с. больше чем у Mitsubishi Colt CZT. Максимальная скорость — 221 км/ч, разгон от 0 до 100 км/ч за 6.9 секунды.
В связи с небольшими продажами ForFour был снят с производства. Однако после успешного старта продаж Smart Fortwo в США, а также в связи с увеличением популярности небольших автомобилей, исполнительный директор Mercedes-Benz Райнер Шмюкле заявил о возможном возобновлении производства.

## Второе поколение

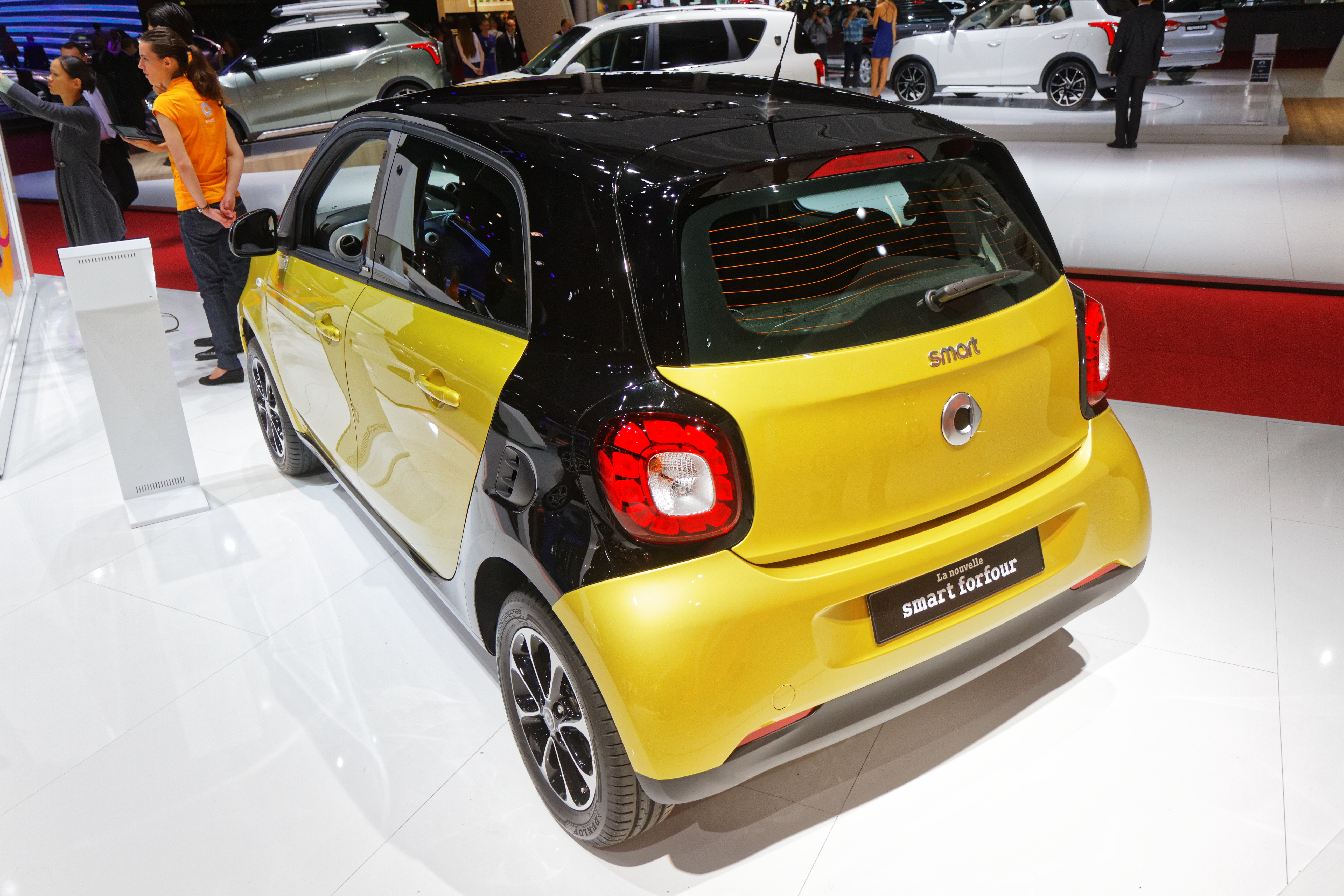
Вид сзади

### Безопасность
| Euro NCAP                                               | Euro NCAP | Euro NCAP | Euro NCAP |
| ------------------------------------------------------- | --------- | --------- | --------- |
| Рейтинги                                                | Пассажир  |           | 26        |
| Рейтинги                                                | Ребёнок   |           | 18        |
| Рейтинги                                                | Пешеход   |           | 7         |
| Протестированная модель: Smart forfour 1.3 Pulse (2005) |           |           |           |

### Модификации
| Модификация                    | Максимальная скорость, км/ч | Разгон до 100 км/ч, с | Объём двигателя, см³ | Мощность, л. c. | Расход топлива на 100 км в смешанном цикле, л |
| ------------------------------ | --------------------------- | --------------------- | -------------------- | --------------- | --------------------------------------------- |
| Smart ForFour 1.1              | 165                         | 13,4                  | 1124                 | 74              | 5,5                                           |
| Smart ForFour 1.3              | 180                         | 10,8                  | 1322                 | 95              | 5,8                                           |
| Smart ForFour 1.3 AT           | 180                         | 10,8                  | 1322                 | 95              | 5,6                                           |
| Smart ForFour 1.5              | 190                         | 9,8                   | 1499                 | 108             | 6,1                                           |
| Smart ForFour 1.5 AT           | 190                         | 9,8                   | 1499                 | 95              | 5,8                                           |
| Smart ForFour 1.5 cdi          | 160                         | 13,9                  | 1493                 | 68              | 4,6                                           |
| Smart ForFour 1.5 cdi AT       | 160                         | 13,9                  | 1493                 | 68              | 4,6                                           |
| Smart ForFour 1.5 cdi 70 KW    | 180                         | 10,5                  | 1493                 | 97              | 4,6                                           |
| Smart ForFour 1.5 cdi AT 70 KW | 180                         | 10,5                  | 1493                 | 97              | 4,6                                           |